# Helicopis fournierae
Helicopis fournierae är en fjärilsart som beskrevs av Le Moult 1939. Helicopis fournierae ingår i släktet Helicopis och familjen Riodinidae. Inga underarter finns listade i Catalogue of Life.